# Acharacle
Acharacle är en ort i Storbritannien.   Den ligger i kommunen Highland och riksdelen Skottland, i den nordvästra delen av landet, 700 km nordväst om huvudstaden London. Acharacle ligger 75 meter över havet och antalet invånare är 201.
Terrängen runt Acharacle är huvudsakligen kuperad, men den allra närmaste omgivningen är platt. Trakten runt Acharacle är nära nog obefolkad, med mindre än två invånare per kvadratkilometer. Det finns inga andra samhällen i närheten. I omgivningarna runt Acharacle växer i huvudsak blandskog.